# Striuntius
Striuntius es un género de peces de la familia Cyprinidae. Fue descrito por el suizo Maurice Kottelat en 2013.

## Especies
- Striuntius lateristriga (Valenciennes, 1842)
- Striuntius lineatus (Duncker, 1904)